# Нікорандил
Нікорандил (англ. Nicorandil, лат. Nicorandilum) — синтетичний препарат, що є похідним нікотинаміду, а також має у своїй хімічній структурі нітратну групу. Нікорандил застосовується перорально. Нікорандил уперше синтезований та запатентований у Японії в 1976 році, а з 1994 року він застосовується в широкій клінічній практиці.

## Фармакологічні властивості
Нікорандил — синтетичний препарат, що по хімічному складу є похідним нікотинаміду і має у своєму складі нітрогрупу, та відноситься до антиангінальних та антиішемічних препаратів. Завдяки своєму хімічному складу нікорандил має подвійну фармакологічну дію: у зв'язку із наявністю в структурі його молекули залишку нікотинаміду нікорандил активує АТФ-залежні калієві канали , що призводить до гіперполяризації мембран клітин і, внаслідок цього, ділятації артеріол, що призводить до зменшення післянавантаження на лівого шлуночка; а внаслідок наявності нітрогрупи діє подібно до нітратів, посилюючи вироблення NO, що забезпечує венозну вазоділятацію та, внаслідок цього, зменшення переднавантаження на лівий шлуночок. За рахунок активації калієвих каналів нікорандил зменшує тривалість потенціалу дії кардіоміоцитів за рахунок зменшення тривалості рефрактерного періоду, що призводить до зниження надходження до клітин міокарду кальцію, що призводить до розслаблення стінок коронарних судин; а за рахунок посилення вироблення оксиду азоту активується гуанілатциклаза, що призводить до внутрішньоклітинному накопиченню гуанідилмонофосфату і, внаслідок цього, до збільшення вироблення ендотелійзалежного фактору релаксації, і розширення великих коронарних судин. На відміну від препаратів з групи нітратів, при застосуванні нікорандилу не спостерігається розвитку резистентності до препарату. Нікорандил не впливає на частоту серцевих скорочень, провідність серця та скоротливість міокарду, а також лише незначно зменшує артеріальний тиск. Нікорандил має також антиаритмічний ефект, пов'язаний із вкороченням потенціалу дії та рефрактерного періоду, і при його застосуванні зменшується частота розвитку фібриляції шлуночків та шлуночкових тахікардії та тахіаритмій. У клінічних дослідженнях встановлено, що нікорандил має однакову антиангінальну активність із препаратами групи нітратів (ізосорбіду мононітрату). При застосуванні нікорандилу спостерігається стабілізація атеросклеротичних бляшок та зниження агрегації тромбоцитів, препарат також не впливає на метаболізм глюкози і ліпідів. Нікорандил не підвищує потребу міокарду в кисні, підвищує адаптацію міокарду до переривчастої ішемії та попереджує загибель клітин міокарду в результаті оклюзії коронарних судин, а при внутрішньовенному застосуванні при інфаркті міокарду спостерігалось зниження сегменту ST у випадку, коли попередньо спостерігалась його елевація. Незважаючи на виражену ангінальну активність, у клінічних дослідженнях, які проводились Європейським кардіологічним товариством, достовірно не доведено зниження смертності від серцевих причин при тривалому застосуванні нікорандилу. У зв'язку із результатами дослідження Європейське кардіологічне товариство рекомендувало нікорандил як додатковий засіб для лікування стабільної стенокардії при неефективності бета-блокаторів або блокаторів кальцієвих каналів, або як самостійний засіб при непереносимості чи протипоказах до їх застосування.

### Фармакокінетика
Нікорандил швидко та повністю всмоктується після перорального застосування, максимальна концентрація в крові досягається протягом 30—60 хвилин. Нікорандил у незначній кількості (25 %) зв'язується з білками плазми крові. Препарат часково метаболізується в печінці. Виводиться нікорандил із організму переважно з сечею в незміненому вигляді. Період напіввиведення препарату становить 50 хвилин, даних за зміну цього часу при захворюваннях печінки або нирок, а також у осіб похилого віку немає.

## Показання до застосування
Нікорандил застосовується для купування приступів стабільної стенокардії напруги, а також для профілактики приступів стенокардії як монопарат, так і у комбінації з бета-блокаторами або блокаторами кальцієвих каналів.

## Побічна дія
При застосуванні нікорандилу, згідно даних клінічних досліджень, найчастішим побічним ефектом є головний біль, який спостерігався у 3,5—9,5 % випадків застосування препарату. Головокружіння спостерігалось у 0,65 % випадків застосування нікорандилу. Характерним, хоча й рідкісним, побічним ефектом нікорандилу є поява виразок шкіри, слизових оболонок, очей; при застосуванні нікорандилу може спостерігатися також поява нориць, абцесів або виразок шлунково-кишкового тракту, особливо при застосуванні разом із кортикостероїдами або нестероїдними протизапальними засобами. Серед інших побічних явищ рідко спостерігаються також алергічні реакції (висипання на шкірі, свербіж, набряк Квінке); побічні явища з боку дихальної системи — задишка, кашель, бронхіт; з боку травної системи можуть спостерігатися нудота, блювання, стоматит, підвищення активності амінотрансфераз і лужної фосфатази; з боку серцево-судинної системи можуть спостерігатися тахікардія, приливи крові до обличчя, периферичні набряки, артеріальна гіпотензія.

## Протипокази
Нікорандил протипоказаний при підвищеній чутливості до препарату, вираженій анемії, кардіогенному шоці, інфаркті міокарду, важкій артеріальній гіпотензії, AV-блокаді II або III ступеня, гострій серцевій недостатності або її дестабілізації, нестабільній стенокардії, хронічній серцевій недостатності III або IV функціонального класу по класифікації NYHA, некоригованій гіперкаліємії, при вагітності та годуванні грудьми, у дитячому та підлітковому віці, при одночасному застосуванні інгібіторів фосфодіестерази ФДЕ5 (силденафілу, варденафілу, тадалафілу).

## Форми випуску
Нікорандил випускається у вигляді таблеток по 0,01 та 0,02 г.